# Karpacz
Karpacz este un oraș în Voievodatul Silezia de Jos în Polonia. Are o populație de 5.400 locuitori (2002). Suprafață: 38,0 km².

## Clasamente internaționale
- www.karpacz.pl
- www.karpacz.net